# Strigamia olympica
Strigamia olympica är en mångfotingart som beskrevs av Dobroruka 1977. Strigamia olympica ingår i släktet Strigamia och familjen spoljordkrypare.
Artens utbredningsområde är Grekland. Inga underarter finns listade i Catalogue of Life.